# ペンテシレイア (小惑星)
 ペンテシレイア (271 Penthesilea) は、小惑星帯に位置する大きな小惑星の一つ。
1887年10月13日にロシアの天文学者、ヴィクトール・クノールがベルリンで発見した。、トロイア戦争の際、トロイア軍側についたアマゾーンの女王、ペンテシレイアから命名された。